# Canthidium punctatostriatum
Canthidium punctatostriatum är en skalbaggsart som beskrevs av Mannerheim 1829. Canthidium punctatostriatum ingår i släktet Canthidium och familjen bladhorningar. Inga underarter finns listade.